# Cheilodipterus persicus
Cheilodipterus persicus és una espècie de peix pertanyent a la família dels apogònids.

## Descripció
- Pot arribar a fer 11 cm de llargària màxima.
- En vida és de color marró grisenc pàl·lid.
- El musell i la part superior del cap presenten un tint groc.[5][6]

## Hàbitat
És un peix marí, associat als esculls i de clima tropical.

## Distribució geogràfica
Es troba al golf Pèrsic: Bahrain, Kuwait, Oman, Qatar i Aràbia Saudita.

## Observacions
És inofensiu per als humans.